# Flora Ofelia
Flora Ofelia (även omnämnd som Flora Ofelia Hofmann Lindahl), född 14 juli 2005, är en dansk skådespelare och sångerska.
Ofelia vann år 2015 den danska motsvarigheten till Melodifestivalen med låten Du Du Du. Hon har också medverkat i TV-serien Vargen kommer. Hon har även medverkat i filmerna Birthday Girl, Glaslandet och As in Heaven. För sin prestation i As in Heaven vann hon pris som bästa skådespelare vid San Sebastians Filmfestival.

## Filmografi (i urval)
- 2018 – Glaslandet
- 2020 – Vargen kommer (TV-serie)
- 2021 – As in Heaven
- 2023 – Birthday Girl